# Bergapten
Bergapten ist ein Naturstoff, der in den ätherischen Ölen verschiedener Pflanzen vorkommt. Bergapten ist ein Stoff aus der Gruppe der Psoralene, die wiederum zu den Cumarinen gerechnet werden.

## Vorkommen

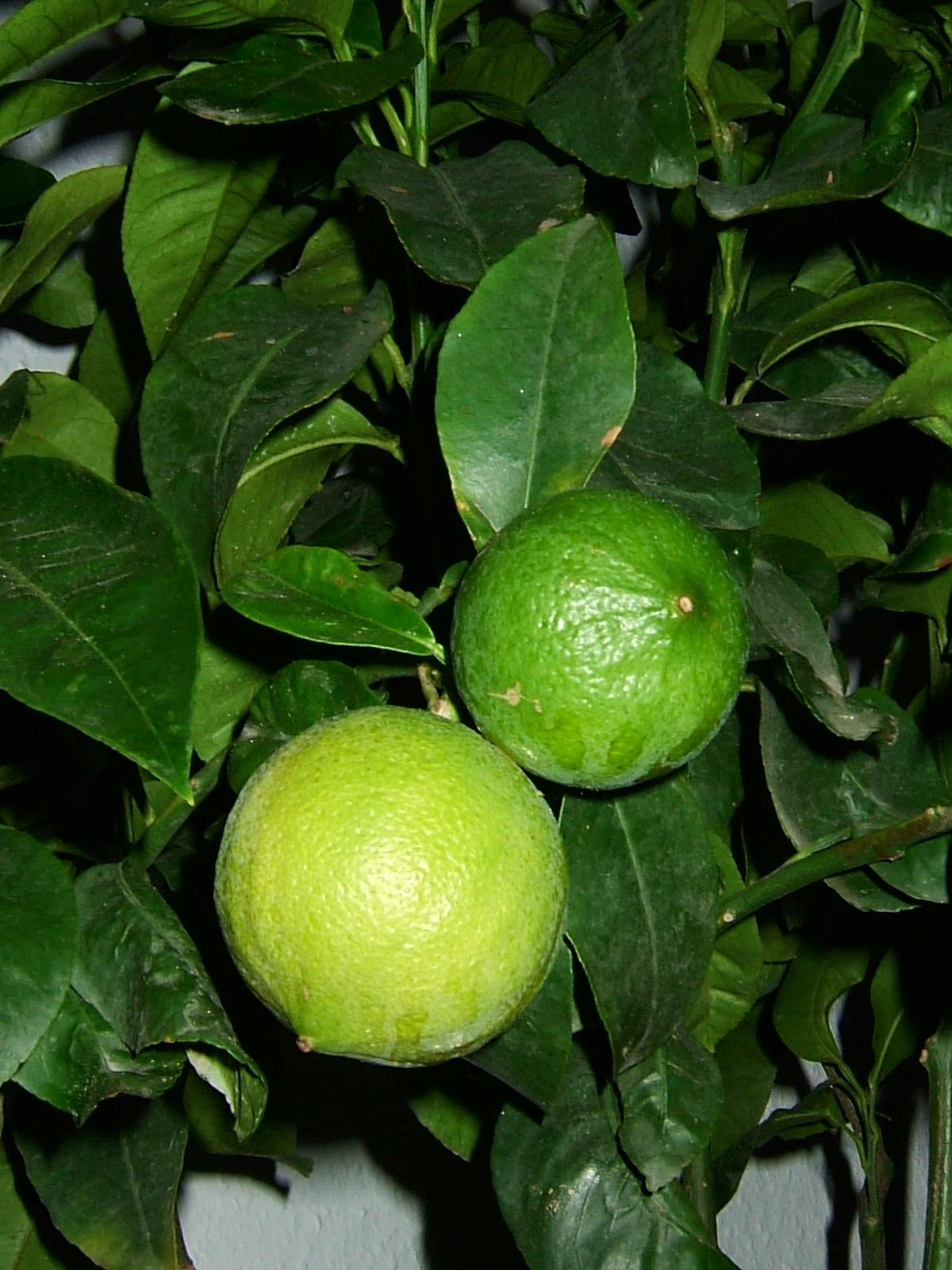
Früchte der Bergamotte

Bergapten kommt u. a. in der Gartenraute, der Bergamotte, der Pastinake und dem Riesen-Bärenklau natürlicherweise vor. Es ist der Methylether des Bergaptol.

## Anwendung
Wie viele Substanzen aus dieser Gruppe hat Bergapten auch eine medizinische Wirkung, so ist es zum einen ein selektiver Blocker der Kaliumkanäle in den Nervenmembranen. In diesem Zusammenhang hat man es auch als Wirkstoff gegen die Multiple Sklerose erprobt. Eingesetzt wird Bergapten zudem bei der PUVA-Therapie (Psoralen + UV(A)-Bestrahlung), die zur Behandlung von Erkrankungen wie der Schuppenflechte und Vitiligo zum Einsatz kommt.

## Gefahren
Bergapten besitzt jedoch ferner, wie auch andere lineare Furanocumarine vom Typ des Psoralens, photosensibilisierende Eigenschaften, das heißt, es sensibilisiert die Haut gegen Sonnenlicht und UV-Strahlung. Durch die Substanz werden bei Lichteinwirkung starke Entzündungen und Sonnenbrand hervorgerufen. Dabei schädigt Bergapten auch die DNA der Hautzellen, so dass Langzeitschäden wie Krebs die Folge sein können.
Aus diesem Grund ist man bei der Suche nach MS-Medikamenten auf verwandte Substanzen ausgewichen.